# Comuna Vînarivka, Stavîșce
Vînarivka (în ucraineană Винарівка) este o comună în raionul Stavîșce, regiunea Kiev, Ucraina, formată din satele Vînarivka (reședința) și Vîșkivske.

## Demografie
Componența lingvistică a comunei Vînarivka
     Ucraineană (97,06%)
     Rusă (1,59%)
     Alte limbi (1,22%)
Conform recensământului din 2001, majoritatea populației comunei Vînarivka era vorbitoare de ucraineană (97,06%), existând în minoritate și vorbitori de rusă (1,59%).